# Hội chứng sợ ngủ
Hội chứng sợ ngủ (Tiếng Anh:Somniphobia) là căm bệnh mà người bị bệnh thường xuyên bồn chồn và sợ hãi quá mức đối với giấc ngủ. Người bị bệnh có thể sợ ngủ thiếp đi vì họ liên hệ việc đi ngủ với cái chết. Nó cũng có thể là hậu quả từ cảm giác mất kiểm soát hoặc từ việc bị ác mộng nhiều lần. Người bị bệnh cũng có thể sợ lỡ mất thời gian trong khi ngủ.